# Huanacoma (Abancay)
Huanacoma es una localidad del Distrito de Circa, Provincia de Abancay (Apurímac), en Perú. Comprende unas 150 hectáreas en la que se encuentran quince lagunas que, escalonadamente, forman algunas cascadas y torrentes que van desde los primeros manantiales que fluyen de entre los queñuales hasta llegar a las lagunas bajas, en ella habitan un gran variedad biológica, tanto en fauna y flora.[cita requerida]
- Datos: Q18326996